# Орбител
Орбител е дружество, съществуващо от 1997 г., телекомуникационен оператор с национални лицензии за глас, данни и радиорелеен пренос.
През 2001 година получава голяма чуждестранна инвестиция от ЕБВР и се превръща в един от водещите български интернет-доставчици. Орбител подпомага два проекта за българското интернет пространство и българската култура – „Словото“ (където е най-голямата онлайн сбирка на българска литература) и Хит.бг (най-голямата безплатна хостинг система в България), както и проявите на техно-културата в България.
В началото на дейността си Орбител подпомага и уеб-портала „Гювеч“, но при неизяснени обстоятелства се оттегля от този проект.
От 2005 г. Орбител започва да предлага пълноценна алтернатива на Българска телекомуникационна компания за фиксирани телефонни разговори и безплатен dial-up Интернет достъп. Същата година операторът печели лиценз за изграждане на WiMAX мрежа, но се отказва от изграждането, под предлог, че е икономически необосновано да се предлагат мобилни WiMAX услуги на честота 3,5 GHz.
На 29 ноември 2005 г. Орбител и Magyar Telekom подписват споразумение за покупка на 100% от акциите на българската компания.
Към края на 2006 г. са изградени оптични трасета с Унгария, Турция и Македония, което дава възможност на оператора да предоставя високоскоростен международен Интернет и да осъществи директна свързаност с водещи текомуникационни компании за пренос на глас. Към момента телекомуникационната мрежа на компанията е директно свързана с над 30 чужди телекомуникационни оператора.
През юни 2006 г. Орбител стартира предлагането на услуга „Бг номер“, насочена към българите в чужбина, която предлага виртуален телефонен номер в 39 български града.
В края на 2007 г. Орбител завършва своята национална оптична мрежа. Тя е изградена на базата на DWDM технология и е част от дългосрочната стратегия на компанията за развитието си като ключов броудбанд оператор в страната. Опорната мрежа на Орбител има капацитет от 10 гигабита в секунда и покрива 23 града (90% от населението на страната). Година по-късно Орбител продава мрежата си на Новател.
Чрез своята национална пакетна мрежа, Орбител осигурява телекомуникационни решения в цялата страна. Предлага интегрирани комуникационни решения за телефонния, високоскоростен Интернет достъп и виртуални частни мрежи (VPN) в над 35 града. Осигурява услуги с добавена стойност - хостинг на сайтове, регистрация на домейни, корпоративна електронна поща и консултации.
През юни 2008 г. Орбител стартира предлагането на първата алтернативна ADSL услуга в България под името ODSL. Услугата стартира в София, Пловдив, Варна, Бургас, Русе, Стара Загора и Велико Търново, като скоростите на сваляне са 6 и 12 мегабита, а тази на качване достига 1 мегабит.
През януари 2010 г. Спектър Нет придобива акциите на Орбител от Magyar Telekom. На 15 септември 2010 г. е обявено, че Спектър Нет от своя страна ще бъде закупена от Мобилтел. От началото на 2013 година Орбител и Спектър Нет са изцяло вляти в структурата на Мобилтел.

## Цензура
На 16 март 2007, в интервала между 12:30 и 17:00, изпълнявайки полицейско нареждане, Орбител, ограничава достъпа на интернет абонатите си до сайта АренаБГ. Филтрирането на чужд сайт под полицейски натиск, извършено от международните доставчици БТК, Орбител, Net Is Sat и ITD е прецедент в историята на Интернет в България.